# E=MC² (album của Mariah Carey)
E=MC² là album phòng thu thứ 11 của ca sĩ kiêm nhạc sĩ người Mỹ Mariah Carey, phát hành ngày 15 tháng 4 năm 2008 tại Hoa Kỳ bởi Island Records, Def Jam Recordings và The Island Def Jam Music Group. Carey bắt đầu thu âm album vào năm 2007 tại Anguilla, sau khi sáng tác hầu hết những bài hát trong khoảng thời gian cô thực hiện chuyến lưu diễn năm 2006 Adventures of Mimi Tour. Nữ ca sĩ cũng hợp tác với nhiều nhạc sĩ và nhà sản xuất khác nhau trong dự án, bao gồm Jermaine Dupri, Bryan-Michael Cox, Stargate, The-Dream, Tricky Stewart, Scott Storch và Danja. Ngoài ra, E=MC² còn có sự tham gia góp giọng của T-Pain, Damian Marley và Young Jeezy. Về mặt nội dung, album khai thác một số khía cạnh cá nhân hơn của Carey, thông qua một số chủ đề về việc giải thoát khỏi cuộc hôn nhân trước, và khỏi những thất bại trong đời sống lẫn sự nghiệp của cô. Đây được xem như sự tiếp nối, hoặc phần thứ hai của album phòng thu thứ mười của cô The Emancipation of Mimi (2005).
Mặc dù có chung phần sản xuất giọng hát cũng như khuynh hướng của những bản pop và R&B ballad đặc trưng của Carey, E=MC² pha trộn nhiều phong cách mang hơi hướng dance và nhịp độ nhanh. Album cũng bao gồm nhiều thể loại nữ ca sĩ chưa từng trải nghiệm, như reggae, bên cạnh những ảnh hưởng của nhạc phúc âm. Sau khi phát hành, E=MC² đa phần nhận được những phản ứng tích cực từ các nhà phê bình âm nhạc, trong đó họ đánh giá cao những ảnh hưởng của nhiều thể loại nhạc, phong cách âm nhạc và sản xuất của album. Tuy nhiên, một số nhà phê bình cảm thấy rằng album quá giống với công thức thành công của The Emancipation of Mimi. E=MC² cũng tiếp nhận nhiều thành công về mặt thương mại, đứng đầu bảng xếp hạng tại Canada và lọt vào top top 5 tại Úc, Thụy Sĩ và Vương quốc Anh. Album ra mắt ở vị trí số một trên bảng xếp hạng Billboard 200 tại Hoa Kỳ với 463,000 bản, đánh dấu doanh số tuần đầu cao nhất trong sự nghiệp của Carey. 
Bốn đĩa đơn đã được phát hành từ album. Đĩa đơn đầu tiên "Touch My Body", trở thành đĩa đơn quán quân thứ 18 của Carey trên bảng xếp hạng Billboard Hot 100, giúp cô vượt qua Elvis Presley để trở thành nghệ sĩ hát đơn có nhiều đĩa đơn số một nhất lịch sử âm nhạc Hoa Kỳ. Ngoài ra, bài hát cũng đem lại cho Carey tuần thứ 79 xưng vương tại đây, qua đó cân bằng kỷ lục của Presley về số tuần ở hạng nhất. Bên cạnh đó, "Touch My Body" cũng thành công trên thị trường quốc tế, vươn đến top 5 tại Ý, Nhật Bản, New Zealand, Thụy Sĩ và Vương quốc Anh. "Bye Bye" được chọn làm đĩa đơn thứ hai của E=MC². Mặc dù được giới chuyên môn đánh giá cao và được kỳ vọng sẽ là đĩa đơn quán quân tiếp theo của Carey, bài hát chỉ đạt vị trí thứ 19 trên Billboard Hot 100, trong khi xếp hạng thấp ở những nơi khác. Hai đĩa đơn còn lại, "I'll Be Lovin' U Long Time" và "I Stay in Love" cũng thất bại trong việc thu hút sự chú ý ở bất kỳ thị trường nổi bật nào. Tính đến nay, album đã bán được hơn 2.5 triệu bản trên toàn cầu.

## Danh sách bài hát
| E=MC² – Phiên bản tiêu chuẩn | E=MC² – Phiên bản tiêu chuẩn                 | E=MC² – Phiên bản tiêu chuẩn                                  | E=MC² – Phiên bản tiêu chuẩn | E=MC² – Phiên bản tiêu chuẩn |
| STT                          | Nhan đề                                      | Sáng tác                                                      | Sản xuất                     | Thời lượng                   |
| ---------------------------- | -------------------------------------------- | ------------------------------------------------------------- | ---------------------------- | ---------------------------- |
| 1.                           | "Migrate" (hợp tác với T-Pain)               | Mariah Carey Nathaniel Hills Balewa Muhammad Faheem Najm      | Carey Danja                  | 4:17                         |
| 2.                           | "Touch My Body"                              | Carey Crystal Johnson Terius Nash Christopher Stewart         | Carey Tricky                 | 3:24                         |
| 3.                           | "Cruise Control" (hợp tác với Damian Marley) | Carey Johntá Austin Jermaine Dupri Damian Marley Manuel Seal  | Carey Dupri                  | 3:32                         |
| 4.                           | "I Stay in Love"                             | Carey Bryan-Michael Cox Adonis Shropshire Kendrick Dean       | Carey Cox                    | 3:32                         |
| 5.                           | "Side Effects" (hợp tác với Young Jeezy)     | Carey Jay Jenkins Johnson Scott Storch                        | Carey Storch                 | 4:22                         |
| 6.                           | "I'm That Chick"                             | Carey Austin Mikkel S. Eriksen Tor E. Hermansen Rod Temperton | Carey Stargate               | 3:31                         |
| 7.                           | "Love Story"                                 | Carey Austin Dupri Seal                                       | Carey Dupri                  | 3:56                         |
| 8.                           | "I'll Be Lovin' U Long Time"                 | Carey Aldrin Davis Johnson Mark DeBarge Etterlene Jordan      | Carey DJ Toomp               | 3:01                         |
| 9.                           | "Last Kiss"                                  | Carey Austin Dupri Seal                                       | Carey Dupri                  | 3:36                         |
| 10.                          | "Thanx 4 Nothin'"                            | Carey Dupri Seal                                              | Carey Dupri                  | 3:05                         |
| 11.                          | "O.O.C."                                     | Carey Kasseem Dean Shawntae Harris                            | Carey Swizz Beatz            | 3:26                         |
| 12.                          | "For the Record"                             | Carey Cox Shropshire                                          | Carey Cox                    | 3:26                         |
| 13.                          | "Bye Bye"                                    | Carey Austin Eriksen Hermansen                                | Carey Stargate               | 4:27                         |
| 14.                          | "I Wish You Well"                            | Carey James Poyser Mary Ann Tatum                             | Carey Poyser                 | 4:35                         |
| Tổng thời lượng:             | Tổng thời lượng:                             | Tổng thời lượng:                                              | Tổng thời lượng:             | 52:10                        |

| E=MC² – Phiên bản nhạc số quốc tế đặc biệt (bản nhạc bổ sung) | E=MC² – Phiên bản nhạc số quốc tế đặc biệt (bản nhạc bổ sung) | E=MC² – Phiên bản nhạc số quốc tế đặc biệt (bản nhạc bổ sung) | E=MC² – Phiên bản nhạc số quốc tế đặc biệt (bản nhạc bổ sung) | E=MC² – Phiên bản nhạc số quốc tế đặc biệt (bản nhạc bổ sung) |
| STT                                                           | Nhan đề                                                       | Sáng tác                                                      | Sản xuất                                                      | Thời lượng                                                    |
| ------------------------------------------------------------- | ------------------------------------------------------------- | ------------------------------------------------------------- | ------------------------------------------------------------- | ------------------------------------------------------------- |
| 15.                                                           | "Touch My Body" (Remix hợp tác với Rick Ross và The-Dream)    | Carey Johnson Nash Stewart                                    | Carey Tricky                                                  | 4:22                                                          |
| Tổng thời lượng:                                              | Tổng thời lượng:                                              | Tổng thời lượng:                                              | Tổng thời lượng:                                              | 56:32                                                         |

| E=MC² – Phiên bản quốc tế (bản nhạc bổ sung) | E=MC² – Phiên bản quốc tế (bản nhạc bổ sung) | E=MC² – Phiên bản quốc tế (bản nhạc bổ sung)                                                               | E=MC² – Phiên bản quốc tế (bản nhạc bổ sung) | E=MC² – Phiên bản quốc tế (bản nhạc bổ sung) |
| STT                                          | Nhan đề                                      | Sáng tác                                                                                                   | Sản xuất                                     | Thời lượng                                   |
| -------------------------------------------- | -------------------------------------------- | --- | -------------------------------------------- | -------------------------------------------- |
| 15.                                          | "Heat"                                       | Carey Johnson William James Adams Keith Harris Jalil Hutchins John Fletcher Lawrence Smith Randolph Muller | Carey will.i.am                              | 3:34                                         |
| Tổng thời lượng:                             | Tổng thời lượng:                             | Tổng thời lượng:                                                                                           | Tổng thời lượng:                             | 55:44                                        |

| E=MC² – Phiên bản nhạc số Nokia tại Vương quốc Anh (bản nhạc bổ sung) | E=MC² – Phiên bản nhạc số Nokia tại Vương quốc Anh (bản nhạc bổ sung) | E=MC² – Phiên bản nhạc số Nokia tại Vương quốc Anh (bản nhạc bổ sung) | E=MC² – Phiên bản nhạc số Nokia tại Vương quốc Anh (bản nhạc bổ sung) | E=MC² – Phiên bản nhạc số Nokia tại Vương quốc Anh (bản nhạc bổ sung) |
| STT                                                                   | Nhan đề                                                               | Sáng tác                                                              | Sản xuất                                                              | Thời lượng                                                            |
| --------------------------------------------------------------------- | --------------------------------------------------------------------- | --------------------------------------------------------------------- | --------------------------------------------------------------------- | --------------------------------------------------------------------- |
| 16.                                                                   | "Touch My Body" (Remix hợp tác với Rick Ross và The-Dream)            | Carey Johnson Nash Stewart                                            | Carey Tricky                                                          | 4:22                                                                  |
| Tổng thời lượng:                                                      | Tổng thời lượng:                                                      | Tổng thời lượng:                                                      | Tổng thời lượng:                                                      | 60:06                                                                 |

| E=MC² – Phiên bản tại Pháp, Nhật Bản và nhạc số cao cấp năm 2021 (bản nhạc bổ sung) | E=MC² – Phiên bản tại Pháp, Nhật Bản và nhạc số cao cấp năm 2021 (bản nhạc bổ sung) | E=MC² – Phiên bản tại Pháp, Nhật Bản và nhạc số cao cấp năm 2021 (bản nhạc bổ sung) | E=MC² – Phiên bản tại Pháp, Nhật Bản và nhạc số cao cấp năm 2021 (bản nhạc bổ sung) | E=MC² – Phiên bản tại Pháp, Nhật Bản và nhạc số cao cấp năm 2021 (bản nhạc bổ sung) |
| STT                                                                                 | Nhan đề                                                                             | Sáng tác                                                                            | Sản xuất                                                                            | Thời lượng                                                                          |
| ----------------------------------------------------------------------------------- | ----------------------------------------------------------------------------------- | ----------------------------------------------------------------------------------- | ----------------------------------------------------------------------------------- | ----------------------------------------------------------------------------------- |
| 16.                                                                                 | "4real4real" (hợp tác với Da Brat)                                                  | Carey Shropshire Cox                                                                | Carey Cox                                                                           | 4:13                                                                                |
| Tổng thời lượng:                                                                    | Tổng thời lượng:                                                                    | Tổng thời lượng:                                                                    | Tổng thời lượng:                                                                    | 59:57                                                                               |

## Thành phần thực hiện
Thành phần thực hiện của E=MC² được trích từ ghi chú album.
- Mariah Carey – sản xuất (Bài 2–14), điều hành sản xuất, hát chính (Tất cả bài), hát nền (Tất cả bài)
- Marcella Araica – phối khí âm thanh (Bài 1)
- Miguel Bustamante – trợ lý phối khí âm thanh (Bài 1)
- Bryan-Michael Cox –  sản xuất, nhạc khí (Bài 4, 12)
- Aldrin Davis –  sản xuất (Bài 8)
- Kasseem Daoud Dean –  sản xuất (Bài 11)
- Jermaine Dupri –  sản xuất, phối khí âm thanh (Bài 3, 7, 9–10)
- Mikkel S. Eriksen –  sản xuất, kỹ sư thu âm, nhạc khí (Bài 6, 13)
- Brian Gartner – kỹ sư thu âm (Tất cả bài), phối khí âm thanh (Bài 14)
- Shawntae Harris – hát nền (Bài 11)
- Tor E. Hermansen –  sản xuất, nhạc khí (Bài 6, 13)
- Floyd Nathaniel Hills –  sản xuất (Bài 1)
- John Horesco IV – kỹ sư thu âm (Bài 3, 7, 9–10)
- Josh Houghkirk – trợ lý phối khí âm thanh (Bài 3, 6–10, 13)
- Jay Wayne Jenkins –  rap, giọng hát (Bài 5)
- Crystal Johnson – hát nền (Bài 3, 5–6, 8)
- Jaycen Joshua – phối khí âm thanh (Bài 2, 12)
- Damian Marley –  giọng hát (Bài 3)
- Faheem Rasheed Najm –  giọng hát (Bài 1)
- Terius Youngdell Nash –  sản xuất (Bài 2)
- Dave Pensado – phối khí âm thanh (Bài 2, 12)
- James Poyser –  sản xuất (Bài 14)
- Derrick Selby – kỹ sư thu âm (Bài 8)
- Kelly Sheehan – kỹ sư thu âm bổ sung (Bài 2)
- Manuel Seal –  sản xuất (Bài 3, 7, 9–10)
- Christopher Stewart –  sản xuất (Bài 2)
- Scott Storch –  sản xuất (Bài 5)
- Phil Tan – phối khí âm thanh (Bài 3–4, 6–10, 13)
- Maryann Tatum –   hát nền (Bài 1, 6, 11, 13–14)

## Xếp hạng
| Bảng xếp hạng (2008)                     | Vị trí cao nhất |
| ---------------------------------------- | --------------- |
| Album Argentina (CAPIF)                  | 10              |
| Album Úc (ARIA)                          | 2               |
| Album Úc Urban (ARIA)                    | 1               |
| Album Áo (Ö3 Austria)                    | 8               |
| Album Bỉ (Ultratop Vlaanderen)           | 17              |
| Album Bỉ (Ultratop Wallonie)             | 25              |
| Album Canada (Billboard)                 | 1               |
| Album Canada R&B (Nielsen SoundScan)     | 1               |
| Album Cộng hòa Séc (ČNS IFPI)            | 39              |
| Album Đan Mạch (Hitlisten)               | 18              |
| Album Hà Lan (Album Top 100)             | 11              |
| Album Châu Âu (Top 100)                  | 3               |
| Album Pháp (SNEP)                        | 6               |
| Album Đức (Offizielle Top 100)           | 7               |
| Album Hy Lạp (IFPI)                      | 2               |
| Album Ireland (IRMA)                     | 7               |
| Album Ý (FIMI)                           | 9               |
| Album Nhật Bản (Oricon)                  | 7               |
| Album Mexico (AMPROFON)                  | 43              |
| Album New Zealand (RMNZ)                 | 10              |
| Album Na Uy (VG-lista)                   | 20              |
| Album Ba Lan (ZPAV)                      | 33              |
| Album Bồ Đào Nha (AFP)                   | 15              |
| Album Scotland (OCC)                     | 9               |
| Album Tây Ban Nha (PROMUSICAE)           | 16              |
| Album Thụy Điển (Sverigetopplistan)      | 22              |
| Album Thụy Sĩ (Schweizer Hitparade)      | 5               |
| Album Đài Loan (Five Music)              | 1               |
| Album Anh Quốc (OCC)                     | 3               |
| Album Anh Quốc R&B (OCC)                 | 1               |
| Album Hoa Kỳ Billboard 200               | 1               |
| Album Hoa Kỳ Top R&B/Hip-Hop (Billboard) | 1               |

| Bảng xếp hạng (2008)  | Vị trí cao nhất |
| --------------------- | --------------- |
| Album Hàn Quốc (RIAK) | 1               |

| Bảng xếp hạng (2008)                      | Vị trí |
| ----------------------------------------- | ------ |
| Album Úc Urban (ARIA)                     | 18     |
| Album Pháp (SNEP)                         | 156    |
| Album Anh quốc (OCC)                      | 134    |
| Hoa Kỳ Billboard 200                      | 22     |
| Hoa Kỳ Top R&B/Hip-Hop Albums (Billboard) | 9      |
| Toàn cầu (IFPI)                           | 26     |

## Chứng nhận
| Quốc gia                                                                           | Chứng nhận | Số đơn vị/doanh số chứng nhận |
| ---------------------------------------------------------------------------------- | ---------- | ----------------------------- |
| Úc (ARIA)                                                                          | Vàng       | 35.000^                       |
| Brasil (Pro-Música Brasil)                                                         | Vàng       | 30.000*                       |
| Canada (Music Canada)                                                              | Bạch kim   | 80.000^                       |
| Nhật Bản (RIAJ)                                                                    | Vàng       | 100.000^                      |
| Philippines (PARI)                                                                 | Vàng       | 15,000                        |
| Hàn Quốc (KMCA)                                                                    | —          | 7,532                         |
| Nga (NFPF)                                                                         | Vàng       | 10.000*                       |
| Anh Quốc (BPI)                                                                     | Vàng       | 136,986                       |
| Hoa Kỳ (RIAA)                                                                      | Bạch kim   | 1,300,000                     |
| Tổng hợp                                                                           |            |                               |
| Toàn cầu                                                                           | —          | 2,500,000                     |
| * Chứng nhận dựa theo doanh số tiêu thụ. ^ Chứng nhận dựa theo doanh số nhập hàng. |            |                               |